# 莫斯比 (密蘇里州)
莫斯比（英語：Mosby）是位於美國密蘇里州克萊縣的城市。

## 人口
根據2020年美國人口普查的數據，莫斯比的面積為4.69平方千米，當中陸地面積為4.68平方千米，而水域面積為0.01平方千米。當地共有人口101人，而人口密度為每平方千米22人。